# Kammu
Kammu (japonsky 桓武天皇, Kammu-tennó, 735 – 9.  dubna 806), též Kanmu, byl padesátý císař Japonska v souladu s tradičním pořadím posloupnosti. Vládl od roku 781 do své smrti v roce 806. Během jeho vlády dosáhl rozsah císařské moci svého vrcholu.

## Životopis
Kammu byl nejstarším synem prince Širakabeho (později známého jako císař Kónin) a narodil se ještě před otcovým nástupem na Chryzantémový trůn. jeho rodné jméno bylo Jamabe (山部). Podle historického textu Šoku Nihongi (続日本紀) z roku 797 byla Jamabeho matka Niigasa (později zvaná Niigasa Takano) v 10. generaci potomkem krále Murjonga z Päkče (462–523).
Po otcově nástupu na císařský trůn byl korunním princem jmenován Jamabeho nevlastní bratr princ Osabe, jehož matkou byla císařova manželka a dcera císaře Šómua princezna Inoe (717–775). Nicméně byl to právě princ Jamabe, kdo byl později určen za Kóninova nástupce poté, co byli Inoe a Osabe roku 773 uvězněni a následně v roce 775 zemřeli. Osabeho sestra a Jamabeho nevlastní sestra princezna Sakahito (754 –829) se stala Jamabeho manželkou. Později, když princ Jamabe nastoupil v roce 781 na trůn jako císař Kammu, jmenoval korunním princem svého bratra Sawaru, jehož matkou byla rovněž Niigasa Takano. V roce 782 se Kawacugu Hikami, syn vnuka císaře Temmua prince Šiojakiho a dcera císaře Šómua Fuwa neúspěšně pokusili o státní převrat, načež byl Kawacugu i s matkou poslán do vyhnanství. Také princ Sawara byl roku 785 vyhnán ode dvora pro účast na vraždě správce nového hlavního města Tanecugu Fudžiwary a zemřel na cestě do exilu.
V roce 794 jmenoval císař Kammu prvního šóguna. Stal se jím generál Otomaro Ótomo (731–809), který tak získal téměř absolutní moc ve všem, co se týkalo vojenských záležitostí Japonska. Druhý titul šóguna udělil císař Kammu generálu Tamuramarovi Sakanouemu (758–811) za podmanění lidu Emiši, který žil ve východních oblastech ostrova Honšú a nebyl ještě podroben centrální vládou. Emiši byli zbytkem kultury Džómon a byli příbuzní národa Ainu, jehož příslušníci dodnes obývají severní ostrov Hokkaidó, ačkoli je Japonci v 19. století téměř úplně zlikvidovali a asimilovali.
Kammu měl 16 císařoven a manželek a 32 císařských synů a dcer. Tři z jeho synů posléze usedli na Chryzantémový trůn, a sice císařové Heizei, Saga a Džunna. Někteří jeho potomci (známí jako Kammu Taira nebo Kammu Heiši) přijali dědičný rodový titul Taira a z generací jejich pozdějších následníků vzešli význační válečníci, jako byli například Masakado Taira, Kijomori Taira či příslušníci klanu Hódžó. Jedním z jeho vnuků byl i básník Narihira Ariwara.
Císař Kammu je tradičně uctíván ve své hrobce. Úřad pro záležitosti japonského císařského dvora stanovil Císařské muzeum Kašiwabara (柏原陵) v kjótské čtvrti Fušimi jako místo Kammuova mauzolea.

### Události za Kammuovy vlády
V roce 773 obdržel Kammu titul korunního prince.
Roku 781, v 11. roce své vlády, císař Kónin abdikoval a jeho nástupcem se stal jeho syn Jamabe, který krátce nato usedl na Chryzantémový trůn jako císař Kammu. Během jeho vlády došlo k přesunutí hlavního města z Nary (Heidžó-kjó) do Nagaoka-kjó. Deset let nato došlo k dalšímu přesunu.
Dne 28. června roku 782 se starší ministr či ministr zleva (sadaidžin) Uona Fudžiwara zapletl do události, jež posléze vedla k jeho odvolání z úřadu a odeslání do vyhnanství na Kjúšú. Poté co Fudžiwara požádal o změnu trestu vzhledem ke své nemoci, mu byl povolen návrat do hlavního města, kde zemřel. Příkaz k vypovězení byl po jeho smrti spálen a ministerský úřad obnoven. Zhruba ve stejnou dobu byl Tamaro Fudžiwara jmenován mladším ministrem či ministrem zprava (udaidžin). V době, kdy byly úřady sadaidžina a udaidžina neobsazené, připadly jejich pravomoci starším rádcům (dainagon) a císaři.
V roce 783 zemřel ve věku 62 let mladší ministr Tamaro Fudžiwara. Téhož roku se novým udaidžinem stal Korekimi Fudžiwara.
Roku 784 rozhodl císař o přemístění hlavního města z Heidžó-kjó (dnešní Nara) do Nagaoka-kjó.
V roce 788 založil mnich Saičó (767–822) na hoře Hiei buddhistický klášter Enrjakudži, jeden z nejvýznamnějších klášterů v japonských dějinách. 
Roku 794 došlo k dalšímu přemístění hlavního města, tentokrát do města Heian-kjó neboli Města míru a klidu (dnešní Kjóto), které pro tento účel nově založil císař Kammu. Sám se do něj z Nary přestěhoval za doprovodu velkého průvodu 17. listopadu téhož roku. To je začátek období Heian. Téhož roku jmenoval císař generála Otomara Ótoma prvním japonským šógunem s titulem "Sei-i Taišógun", což znamená „Velký generál, který podmaňuje barbary“.
V roce 797 udělil císař druhý titul šóguna generálu Tamuramarovi Sakanouemu za podmanění národa Emiši, který obýval východní část ostrova Honšú.
Císař Kammu zemřel roku 806 ve věku 70 let. Vládl dlouhých 25 let.